# Zeche Hermann (Selm)
Die Zeche Hermann war ein Steinkohlenbergwerk in Selm-Beifang im Kreis Unna. Das Bergwerk wurde im Volksmund auch Zeche Elend genannt. Die Gründe für diese Bezeichnung waren die hohen Temperaturen Untertage und die Wasserzuflüsse.

## Geschichte

### Die Anfänge
Im Zeitraum von 1898 bis 1907 wurden im ehemaligen Kreisgebiet von Lüdinghausen Probebohrungen durchgeführt. In diesem Bereich wurden größere Steinkohlevorkommen vermutet. Man schätzte den Inhalt der Lagerstätte auf 380 Millionen Tonnen Steinkohle. In der Zeit vom 15. März 1905 bis zum 11. April des Jahres 1906 wurde die Bergwerksgesellschaft Hermann mbH gegründet. Der Sitz der Gesellschaft war in Bork. Die Berechtsame des Bergwerks umfasste eine Fläche von 37,5 km2. Das Abteufen der ersten beiden Schächte begann im Jahr 1907. Die Teufarbeiten für Schacht Hermann 1 wurden im Februar und für Schacht 2 im Mai begonnen. Beide Schächte wurden in der Ortschaft Selm-Beifang abgeteuft. Schacht 2 wurde neben Schacht 1 angesetzt. Im Juli desselben Jahres wurden die Arbeiten für den Bau einer Zechenanschlussbahn an der Strecke Dortmund–Gronau begonnen. Die Zechenanschlussbahn sollte das Bergwerk mit dem Bahnhof Bork verbinden. Im Jahr 1908 erreichte der Schacht 1 bei einer Teufe von 799 Metern (−732 m u. NN) das Karbon. Noch im selben Jahr wurde bei einer Teufe von 850 Metern (−783 m u. NN) die 1. Sohle angesetzt. Bei einer Teufe von 950 Metern (−883 m u. NN) wurde die 2. Sohle angesetzt. Im darauffolgenden Jahr erreichte der Schacht 2 bei einer Teufe von 798 Metern das Karbon.

### Betrieb des Bergwerks
Im Jahr 1909 wurde im Schacht 1 mit der Kohleförderung begonnen. Im Laufe des Jahres wurde in der Nähe der Schachtanlage begonnen, eine umfangreiche Arbeitersiedlung zu bauen, die sogenannte alte Kolonie. Im Juli desselben Jahres kam es auf der Zeche Hermann zu einem Streik. Mit diesem Streik wollte die Belegschaft bessere Arbeitsbedingungen für Maurer, Bauhilfsarbeiter und Holzarbeiter des Bergwerks erreichen. Im Jahr 1910 erreichte der Schacht 2 eine Teufe von 975 Metern. Mit dieser Teufe war der Schacht nun der tiefste Schacht im gesamten Ruhrrevier. Im Jahr 1911 wurde mit dem Bau einer Kokerei begonnen. Die Kokerei wurde mit 80 Koksöfen ausgestattet. Noch im selben Jahr wurde die Kokerei in Betrieb genommen. Mit der Kokerei wurden bis zu 117.000 Tonnen Koks produziert. Im Jahr 1912 wurde der Bau von zwei neuen Schächten geplant. Diese Schächte 3 und 4 sollten in der Bauerschaft Selm-Netteberge geteuft werden. Aufgrund des Ausbruchs des Ersten Weltkrieges wurden die Schächte nicht gebaut. Vom 11. bis zum 23. März kam es erneut zu einem Streik der Bergleute, es kam zu Unruhen bei der Lohnzahlung. Bis zum Jahr 1914 wurde die Kokerei um weitere 80 Koksöfen auf nunmehr 160 Koksöfen ausgebaut.
Am 11. Januar des Jahres 1915 wurden bei einer verbotswidrigen Seilfahrt fünf Bergleute getötet. Im Jahr 1916 wurde ein Gesenk ab der 2. Sohle geteuft. Im Jahr 1918 wurde im Gesenk bei einer Teufe von 1050 Metern (−983 m u. NN) die 3. Sohle angesetzt. Aufgrund des Krieges wurde die Belegschaftsstärke stark reduziert. Um diese Verluste auszugleichen, wurde die Belegschaft mit russischen und französischen Kriegsgefangenen aufgestockt. Außerdem wurden im Tagesbetrieb und auf der Kokerei Frauen zur Verstärkung der Belegschaft eingesetzt. Im Jahr 1919 wurde begonnen, den Schacht 1 tiefer zu teufen. Aufgrund hoher Wasserzuflüsse wurde im Jahr 1920 das Westfeld abgedämmt. Im Jahr 1922 wurde der Abbau im Westfeld wieder begonnen.

### Die letzten Jahre bis zur Stilllegung
Im Jahr 1923 wurde der Schacht 1 mit der 3. Sohle durchschlägig. Der Schacht erreichte eine Endteufe von 1078 Metern. Die Zeche Hermann war zu ihrer Zeit die tiefste Förderanlage des Ruhrgebiets mit den schwierigsten Betriebs- und Abbauverhältnissen. Die Abbaubetriebe des Bergwerks reichten teilweise bis in eine Teufe von 1100 Metern. Die Grube war sehr heiß und feucht, dies führte zu extremen Arbeitsbedingungen für die Bergleute. Insbesondere die große Hitze war eine hohe Belastung für die Bergleute. Zu den hohen Temperaturen kamen noch starke Wasserzuflüsse. All dies führte letztendlich dazu, dass das Bergwerk unwirtschaftlich wurde. Am 14. Mai 1926 wurde die Schließung der Anlage beantragt. Am 15. Juli desselben Jahres wurde die Zeche stillgelegt. Die Schächte wurden im Jahr 1927 abgedeckt, verfüllt wurden sie allerdings nie. Die Tagesanlagen wurden überwiegend abgerissen. Mit der Stilllegung verloren über 3300 Menschen ihren Arbeitsplatz. Dies bedeutete für die Gemeinde Selm, dass 90 % der arbeitsfähigen Menschen der Gemeinde arbeitslos wurden. Als Folge dessen war Selm für mehrere Jahre eine sogenannte „Notstandsgemeinde“. Die Bergleute fanden auf den Bergwerken in Lünen, insbesondere auf der Zeche Minister Achenbach, einen neuen Arbeitsplatz. Erst in den 1950er Jahren konnte sich die Stadt Selm von der durch die Stilllegung der Zeche Hermann hervorgerufenen wirtschaftlichen Katastrophe erholen.

## Förderung und Belegschaft
Die ersten bekannten Förder- und Belegschaftszahlen stammen aus dem Jahr 1909, damals waren 449 Mitarbeiter auf dem Bergwerk beschäftigt, die eine Förderung von 7248 Tonnen Steinkohle erbrachten. Im Jahr 1910 wurde eine Förderung von 78.730 Tonnen Steinkohle erbracht, die Belegschaftsstärke betrug 755 Beschäftigte. Im Jahr 1913 waren 2194 Beschäftigte auf dem Bergwerk, die Förderung betrug in diesem Jahr 455.000 Tonnen Steinkohle. Im Jahr 1914 wurde eine Förderung von 455.000 Tonnen Steinkohle erbracht, die Belegschaftsstärke betrug 2668 Beschäftigte. Im Jahr 1915 wurde von 1547 Beschäftigten eine Förderung von 363.432 Tonnen Steinkohle erbracht. Im Jahr 1918 wurde diese reduzierte Belegschaft durch 240 Kriegsgefangene aufgestockt. Im Jahr 1920 war die Belegschaftsstärke mittlerweile wieder auf 2759 Beschäftigte angestiegen, es wurde in diesem Jahr eine Förderung von 426.391 Tonnen Steinkohle erbracht. Die maximale Förderung des Bergwerks wurde im Jahr 1925 erbracht. In diesem Jahr wurde auch zum ersten Mal auf dem Bergwerk die Marke von einer halben Million Tonnen erreicht. Mit einer Belegschaftsstärke von 3359 Beschäftigten wurde in diesem Jahr eine Förderung von 528.991 Tonnen Steinkohle erbracht. Dies sind auch die letzten bekannten Förder- und Belegschaftszahlen des Bergwerks.

## Heutiger Zustand
Heute ist die Zeche Hermann Teil der Route der Industriekultur.